# والتر ماير (مجدف)
والتر ماير (بالألمانية: Walter Meyer)‏ هو مجدف ألماني، ولد في 14 سبتمبر 1904 في تانغرمونده في ألمانيا، وتوفي في 5 ديسمبر 1949 في معسكر اعتقال بوخنفالد في ألمانيا.

## وصلات خارجية
- والتر ماير على موقع الاتحاد الدولي للتجديف (الإنجليزية)
- والتر ماير على موقع اللجنة الأولمبية الدولية (الإنجليزية)
- والتر ماير على موقع أوليمبيديا (الإنجليزية)